# Journalisme citoyen
Ne doit pas être confondu avec Journalisme social.
 (décembre 2020).
- Si vous ne connaissez pas le sujet, laissez ce bandeau (vous pouvez alors contacter les auteurs).
- Si vous supprimez le contenu mis en cause (vous pouvez préalablement contacter les auteurs),

argumentez précisément cette suppression dans la page de discussion
(un manque de référence n'est pas un argument ; une recherche réelle de référence doit avoir été effectuée, être formellement documentée).

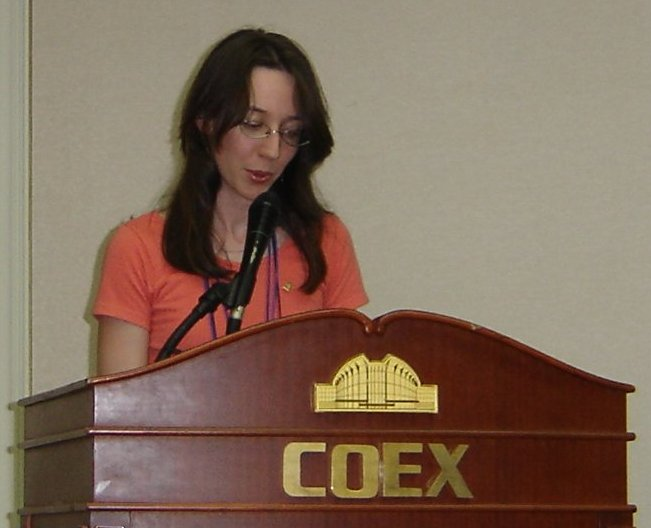
Ana Maria Brambilla, journaliste citoyenne pour OhmyNews au Brésil.

Le journalisme citoyen (en anglais, citizen journalism) est un aspect particulier du média civique qui est l'utilisation des outils de communication, notamment ceux apportés par Internet (site web, blog, forum, wiki…), par des millions de particuliers dans le monde comme moyens de création, d'expression, de documentation et d'information. 
Parmi ces domaines, c'est particulièrement dans celui de l'information que l'on peut parler de journalisme citoyen. Il y a là un certain renversement de perspective, le citoyen passant du rôle de simple récepteur à celui d'émetteur, devenant lui-même un média. Dans ce contexte, le journalisme citoyen est à contraster avec le journalisme social qui en est un dérivé.
Les acteurs du journalisme citoyen sont des « citoyens-reporters » : des internautes qui souhaitent témoigner sur ce qu'ils voient, ce qu'ils entendent ou ce qu'ils constatent. Plusieurs acteurs sur internet se sont dotés d'une plateforme communautaire de journalisme citoyen, dont Citizenside (fondé en 2005), Journal.re, iReport (en) parmi les principaux.
Depuis le Mouvement des Gilets jaunes qui a eu lieu en France fin 2018, de nombreux médias alternatifs et média sociaux constitués de citoyens reporters ont été créés partout en France et d'autres pays (par exemple la Belgique), avec plusieurs motifs et objectifs : montrer le phénomène populaire de ce mouvement, mais également dénoncer les inégalités sociales, ainsi que les violences policières qui ont eu lieu lorsque certaines manifestations dérapent.

## Le rôle d'information
Le journalisme citoyen peut être défini comme l'action de citoyens « jouant un rôle actif dans les processus de récupération, reportage, analyse et dissémination de l'actualité et de l'information », selon le rapport We Media : How Audiences are Shaping the Future of News and Information de Shayne Bowman et Chris Willis. Ceux-ci ajoutent : « Le but de cette participation [des citoyens] est de fournir les informations indépendantes, fiables, précises, diverses et appropriées nécessaires à une démocratie ». Le journalisme citoyen consiste généralement à fournir un moyen d'expression à des citoyens ordinaires, y compris des représentants des franges les plus marginales et sous-représentées de la société.
Face à la concentration des médias que certains considèrent comme une menace pour la liberté d'expression et la diversité des opinions, Ignacio Ramonet appelle à la constitution d'un cinquième pouvoir, portant les revendications de la société civile et utilisant les canaux de diffusion du journalisme citoyen.
Sur l'internet chinois, l'épidémie de coronavirus de la maladie Covid-19 contribue à l'émergence d'une nouvelle source d'information, les citoyens journalistes dont Chen Qiushi, placé de force en quarantaine début février 2019.

## Le développement
Abraham Zapruder, qui a filmé l'assassinat de John Fitzgerald Kennedy avec sa caméra amateur en 1963, a été présenté, dans un article de Libération paru en 2007, comme le premier (ou l'ancêtre) des « journalistes citoyens ». En 2021, le Prix Pulitzer « Prix spéciaux et citations » est attribué à Darnella Frazier, pour avoir enregistré avec son téléphone le meurtre de George Floyd.
Le développement du Web, et notamment de plates-formes de publication faciles d'usage, ont accéléré la tendance et permis l'apparition de nombreux sites Web donnant la parole à des citoyens ordinaires ou des militants profitant de ce nouveau média : « En offrant des plates-formes techniques accessibles à tous, les blogs et wikis autorisent ce que nous appelons le "journalisme citoyen", par ce biais nous pouvons tous passer du statut de lecteur à celui de rédacteur, de commentateur des événements. Position éminemment satisfaisante ». Le Web a donné aux citoyens les outils du journaliste, les moyens de faire des reportages et de les diffuser.

### Dimensions régionale ou locale
Le journalisme citoyen est devenu un média prisé notamment pour l'information de proximité, se concentrant sur une ville, parfois même sur un quartier, pour donner un éclairage différent à la vie d'une communauté dont certains membres s'estiment ignorés par les médias existants ou délaissés par les institutions locales.
À côté des blogs individuels, des sites organisent la publication d'articles de nombreux lecteurs-rédacteurs bénévoles. Alternatives-Pyrénées l'a fait, en France, à une échelle régionale.

### Courants de pensée
La plupart des courants de pensée ont également recours à ces possibilités, parfois de façon organisée sous forme de tribune plus que spontanément citoyenne. Certains sites se réclamant comme « citoyens » ont une coloration résolument engagée politiquement ou polémique. En France, L’Échangeur Basse-Normandie, Adverbe et la ville d’Alençon ont même créé un Prix du blog citoyen, dont la première édition s'est tenue en juin 2006. De même, on compte parmi les médias altermondialistes des sites se réclamant du journalisme citoyen, par exemple le collectif Indymedia.

## Médias

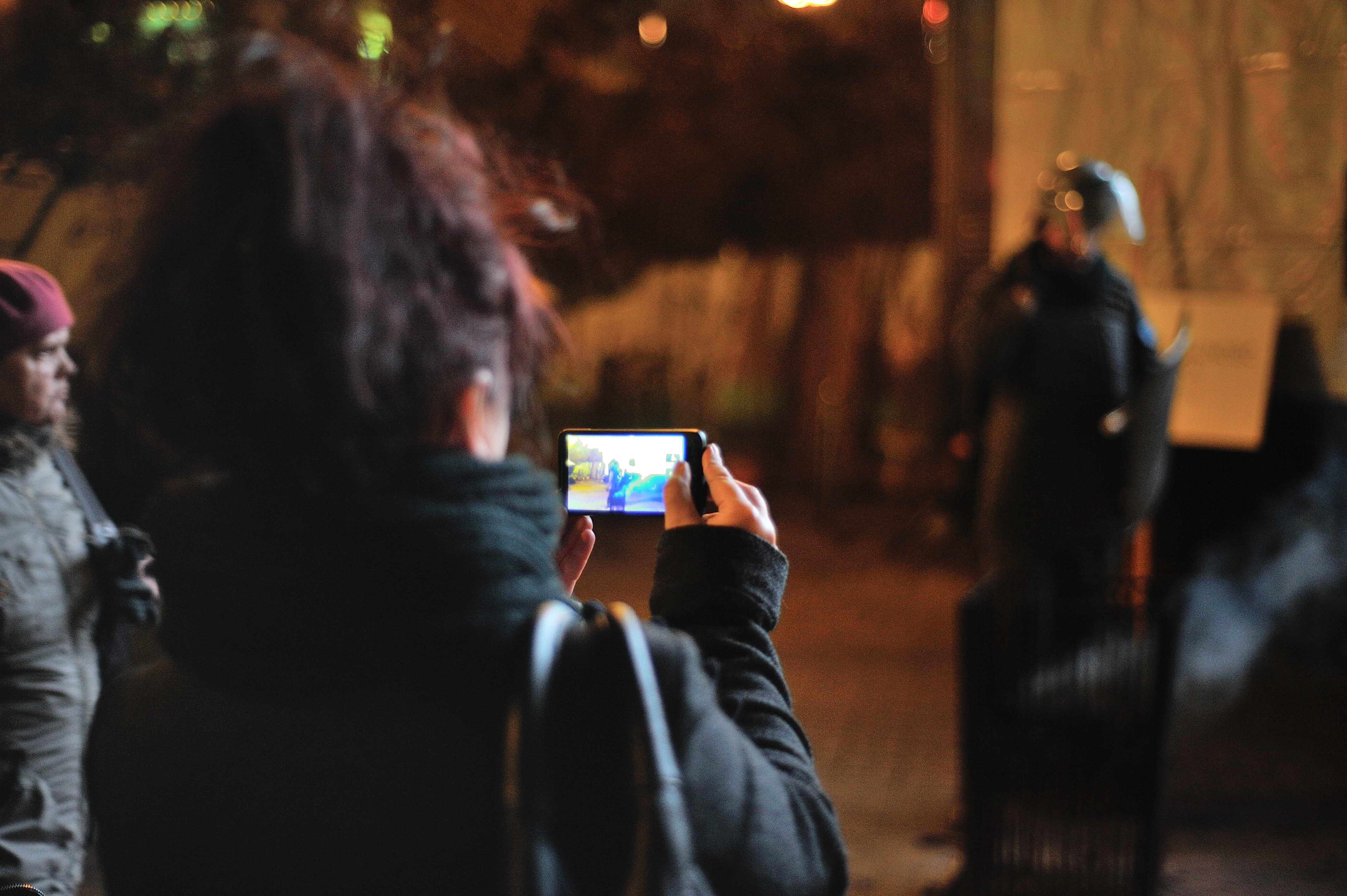
Personne photographiant avec son téléphone

L'expression de « médias citoyens » est inventée par Clemencia Rodriguez, qui définit le concept par « les processus de transformations qu'ils apportent aux participants et leurs communautés ». Les médias citoyens s'appuient sur la transformation du public en participant à l'information publique. À l'époque contemporaine, les nouvelles technologies de l'information et de la communication facilitent cette entreprise.
On trouve beaucoup de formes différentes de production citoyenne de l'information, par exemple via des blogs, vlogs, podcasts, récits en ligne, radios associatives, vidéos participatives, mais encore à la télévision, la radio, Internet, par email, dans les cinémas, sur DVD et via d'autres supports variés. Beaucoup d'organisations et d'institutions facilitent la production de contenu médiatique par les particuliers.
Les médias citoyens ont gagné en popularité grâce à la démocratisation des outils et systèmes technologiques qui facilitent la production et la distribution des informations. En 2007, le succès des petits journalistes indépendants commence à se placer en véritable rival des médias de masse classiques, en termes d'audience et de partage.
Le terme de « médias participatifs » est plus général que l'expression « médias citoyens », l'idée de citoyenneté impliquant un lien nécessaire entre l'individu et la nation. Le terme exclut alors des millions de personnes apatrides, ou non représentées par leur gouvernement. La nature numérique de beaucoup d'initiatives de médias participatifs, comme Indymedia, qui efface les frontières nationales, complique la notion.

### Radio
Les radios communautaires ou associatives sont un des plus anciens moyens de communication participative.

### Télévision
Un certain nombre de pays permettent à leurs citoyens d'utiliser les fréquences TV locales pour leur propre communauté.

### Internet
Internet a permis l'essor de nouvelles méthodes de distribution électronique. On compte par exemple :
- la création de systèmes de gestion de contenu (CMS) à la fin des années 1990, qui a permis à des personnes sans connaissances technologique d'écrire et de publier des articles sur Internet via des blogs, des podcasts, des vlogs, des wikis ou encore des forums
- des sites internet de journalisme citoyen, qui encouragent les particuliers à écrire sur ce qui les intéresse (c'est le mode de fonctionnement de Wikinews par exemple)
- le développement d'Indymedia soutient la création de médias collaboratifs citoyens, avec un concept de consensus pour la prise de décisions, l'inclusion obligatoire des femmes et des minorités, l'interdiction d'un contrôle des entreprises et une accréditation anonyme

Des nouveaux modèles de rentabilité ont fait leur apparition, et sont de plus en plus adoptés par les médias classiques.

### Vidéo
La vidéo participative est une approche participative ou citoyenne des médias qui a gagné en popularité avec la démocratisation de la production de vidéos, la facilité de se procurer des caméras à usage personnel, et la distribution des vidéos via Internet. L'idée de la vidéo participative est de regrouper une communauté, un ensemble de personnes autour de la production d'un film.
La vidéo participative a été développée en opposition aux approches traditionnelles des documentaires, dans lesquels les points de vue locaux ou indigènes sont filmés et analysés par des vidéastes professionnels. Ces vidéastes, souvent originaires de milieux aisés, prennent une certaine liberté pour améliorer la narration et interpréter le sens des images qu'ils capturent. Le film est donc créé pour des personnes qui ne comprennent pas le monde filmé, et ceux qui ont été filmés sont rarement compensés à juste titre pour leur participation. Les objectifs de la vidéo participative sont de faciliter l'empowerment et l'autonomie de la communauté, ainsi que sa visibilité.
Les premières expériences de vidéo participative sont un travail de Don Snowden, un Canadien qui a trouvé l'idée d'utiliser les médias pour permettre une approche et un développement centrés sur la communauté concernée. Alors directeur du département du développement à l'Université Memorial de Terre-Neuve, Snowden travaille en partenariat avec le réalisateur Colin Low et l'Office national du film du Canada pour appliquer sa théorie dans le petit village de pêcheurs de Fogo Island, en Terre-Neuve-et-Labrador,. En regardant les films des différents participants à l'expérience, les villageois se rendent compte qu'ils partagent beaucoup de problématiques, et se regroupent pour trouver des solutions. Les vidéos des pêcheurs sont aussi partagées avec des corps législatifs de la région, qui changent certaines lois parce qu'ils ne comprenaient pas les problèmes rencontrés par les habitants. Snowden décide de faire le tour du monde et d'appliquer le même processus qu'à Fogo : il le fait jusqu'à sa mort en Inde en 1984.

## Débat sur la pertinence et l'influence
Le fait que de nombreux journalistes citoyens sont souvent des militants pour une cause ou une idéologie particulière a soulevé des critiques.
De nombreux médias traditionnels accusent nombre de partisans du journalisme citoyen de manquer de l'objectivité nécessaire à la pratique du journalisme. Le journalisme citoyen a aussi été critiqué récemment dans le domaine universitaire, notamment par Vincent Maher, dirigeant du New Media Lab de l'Université Rhodes, qui a souligné plusieurs faiblesses parmi les revendications des journalistes civiques, qu'il résume comme « the three deadly Es : ethics, economics and epistemology » (« les trois E fatals : éthique, économie et épistémologie »). Cet article a été largement critiqué par la presse et la blogosphère. Une étude informelle de Tom Grubisich en 2005 passa par ailleurs en revue de nombreux sites web civiques et jugea sévèrement le contenu et la qualité de nombre d'entre eux sur.
Même les partisans les plus ardents du journalisme citoyen en reconnaissent les faiblesses et les limites : « L’avantage, c’est qu’un citoyen journaliste sera capable de publier quelque chose qu’un journal aura peur d’imprimer. L’inconvénient, c’est que la vérification des faits se fait après publication », concède Craig Newmark, fondateur de Craigslist.
Le philosophe Guillaume Cazeaux estime, quant à lui, que dans la pratique du journalisme citoyen, ce n’est pas tant d’un renouvellement du journalisme dont il est question que d’un renouvellement de l’exercice de la citoyenneté. Les « journalistes citoyens » apparaissent avant tout comme des citoyens qui cherchent à sortir de leur état de « minorité », au sens que Kant donne à ce terme dans Qu'est-ce que les Lumières ?, c’est-à-dire qu’ils font l’effort de se servir — en commun — de leur propre entendement, rompant avec les prescriptions de leurs tuteurs traditionnels, constitués essentiellement de nos jours et dans nos contrées des journalistes et autres invités récurrents des médias de masse :

« Le journalisme citoyen peut ainsi être conçu, selon nous, comme un exercice d’émancipation. Et la grossièreté (au moins dénoncée) de certains jugements émis par les “journalistes citoyens” ne saurait servir d’argument recevable contre leur pratique, car, comme le dit Kant au sujet des hommes que l’on placerait subitement en situation de liberté : “Il est certain que les premiers essais seront grossiers et qu’ordinairement même ils se relieront à un état de choses plus pénible et plus dangereux que celui où l’on vit sous les ordres d’autrui, mais aussi sous sa prévoyance ; seulement, on ne peut mûrir pour la raison que par des essais personnels (qu’on ne peut accomplir qu’à la condition d’être libre)”. L’habitude d’exercer son jugement et de débattre, dans un “processus caractéristique d’essais et d’erreurs” […] est ce dont le peuple a besoin pour pleinement entrer dans sa majorité. »